# براد بيني
براد بيني (بالإنجليزية: Brad Penny) هو لاعب كرة قاعدة أمريكي، ولد في 24 مايو 1978 في بلاكويل في الولايات المتحدة.

## وصلات خارجية
- براد بيني على موقع دوري كرة القاعدة الرئيسي (الإنجليزية)
- براد بيني على موقع الدوري الياباني لكرة القاعدة (الإنجليزية)
- براد بيني على موقعبيزبول رفرنس.كوم (الدوري الرئيسي) (الإنجليزية)
- براد بيني على موقعبيزبول رفرنس.كوم (الدوري الثانوي) (الإنجليزية)
- براد بيني على موقع إي إس بي إن.كوم (أم.أل.بي) (الإنجليزية)
- براد بيني على موقع مشجعي الرسوم البيانية (الإنجليزية)
- براد بيني على موقع إن إن دي بي (الإنجليزية)